# Jánosi Béla (fizikus)
Jánosi Béla (Gyergyószentmiklós, 1936. március 1. – 2011. október 28. (k. n.)) erdélyi magyar fizikus, fizikai szakíró.

## Életútja, munkássága
Középiskolát a Bolyai Tudományegyetem munkásfakultásán végzett (1955), a Babeș–Bolyai Tudományegyetem matematika–fizika fakultásán tanári diplomát szerzett (1960). Marosvásárhelyen 1961-től a Pedagógiai Főiskola tanársegédje, 1978-tól ipari líceumi igazgató, 1987-től az iskola fizikatanára volt.

## Munkássága
Kutatási területe: dielektrikum-fizika. Fizikai szaktanulmányai a Gazeta de Matematică şi Fizică (1963), Revista Fizică si Chimie (1967), Electronica (1971) hasábjain jelentek meg, Gyorsítók elektromosan töltött részecskék számára c. cikkét a Matematikai és Fizikai Lapok 1963/7-es száma közölte. A szigetelőanyagok tulajdonságaival foglalkozó közlései, módszertani és ismeretterjesztő cikkei a Matematika és Fizika Lapok mellett a Fizika-kémiai lapokban és román nyelvű szakperiodikákban jelentek meg.

## Társasági tagság
Erdélyi Magyar Műszaki Tudományos Társaság (EMT)

## Díjak, elismerések
Munkaérdemrend (1973)